# Richard Chamberlain
George Richard Chamberlain (ur. 31 marca 1934 w Beverly Hills, zm. 29 marca 2025 w Waimānalo) – amerykański aktor i piosenkarz, idol nastolatków w latach 60. XX wieku.
Trzykrotny laureat Złotego Globu: jako najlepszy gwiazdor telewizyjny 1963 za rolę lekarza Jamesa Kildare’a w serialu NBC Doktor Kildare (Dr. Kildare, 1961–1966), za rolę majora Johna Blackthorne / Anjin-sana w miniserialu NBC Szogun (Shogun, 1980) i za rolę księdza Ralpha de Bricassarta w miniserialu ABC Ptaki ciernistych krzewów (The Thorn Birds, 1983). Ponadto był czterokrotnie nominowany do nagrody Emmy (1975, 1981, 1983, 1985). W 1998 odebrał nagrodę specjalną Telekamery przyznawaną przez redakcję „Tele Tygodnia” dla najpopularniejszej gwiazdy zagranicznej. W 2005 znalazł się na siódmym miejscu listy „25 największych idoli nastolatków” magazynu „TV Guide”.
29 lutego 2000 otrzymał własną gwiazdę w Alei Gwiazd w Los Angeles znajdującą się przy 7020 Hollywood Boulevard.

## Życiorys

### Wczesne lata
Urodził się w Beverly Hills jako drugi syn śpiewaczki Elsy Winnifred (von Benzon; z domu Matthews) i Charlesa Axioma Chamberlaina, fabrykanta / sprzedawcy. Jego rodzice byli aktywnymi i długoletnimi stałymi członkami Anonimowych Alkoholików i Alanon. Jego rodzina była pochodzenia angielskiego i miała korzenie niemieckie, irlandzkie i walijskie. Wychowywał się ze starszym bratem Billem (ur. 1926). W 1952 ukończył szkołę średnią w Beverly Hills. Uczęszczał potem na kierunek Sztuki Stosowanej w Pomona College w Clermont w stanie Kalifornia, gdzie występował w przedstawieniach studenckich w grupach teatralnych i zdecydował, że aktorstwo to jego prawdziwe powołanie. Po dwóch latach służby wojskowej w Korei (zdobył stopień sierżanta) powrócił do Hollywood. W latach 1957–58 uczęszczał na kurs aktorski pod kierunkiem Jeffa Coreya.

### Kariera
Po raz pierwszy na małym ekranie wystąpił w jednym z odcinków serialu Alfred Hitchcock przedstawia (Alfred Hitchcock Presents, 1959). Rok później zadebiutował na kinowym ekranie w dramacie kryminalnym Tajemnica fioletowej rafy (The Secret of the Purple Reef, 1960) u boku Petera Falka. Światowy rozgłos zyskał dzięki tytułowej roli lekarza Jamesa Kildare w serialu NBC Doktor Kildare (Dr. Kildare, 1961−1966), za którą otrzymał Złoty Glob w kategorii „Najlepszy gwiazdor telewizyjny 1963”, a w 2003 roku był nominowany do kalifornijskiej nagrody TV Land.
W 1966 wystąpił na scenie Broadwayu w musicalu Trumana Capote’a Śniadanie u Tiffany’ego (Breakfast at Tiffany’s) z Mary Tyler Moore, a następnie zagrał w spektaklach: Noc iguany (The Night of the Iguana, od 16 grudnia 1976 do 20 lutego 1977), Seans (Blithe Spirit, 1987), My Fair Lady w roli profesora Higginsa (od 9 grudnia 1993 do 1 maja 1994) i Dźwięki Muzyki (The Sound of Music, od 12 marca 1998 do 20 czerwca 1999), a także podróżował ze spektaklem Monty Python Spamalot i trafił na Off-Broadway w przedstawieniu Joy.

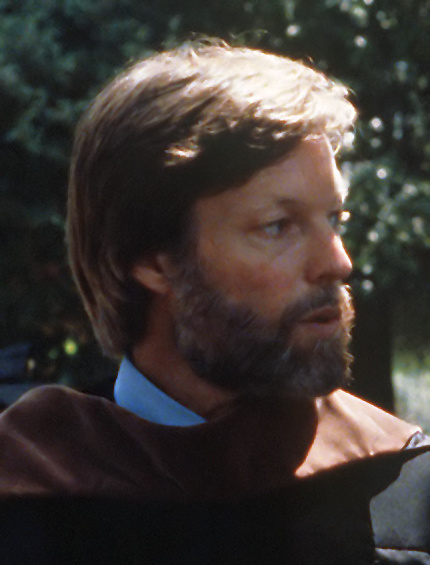
Richard Chamberlain (1982)

Zapadł w pamięć jako Oktawian August w ekranizacji sztuki Williama Szekspira Juliusz Cezar (Julius Caesar, 1970) z tytułową rolą Johna Gielguda i Charltonem Hestonem w roli Marka Antoniusza. Wcielił się w szekspirowskiego Hamleta w jednym z odcinków serialu CBS Hallmarkowa Sala Sławy (Hallmark Hall of Fame, 1970).
W 1965 zagrał główną rolę w melodramacie Radość o poranku (Joy In The Morning), w którym zaśpiewał też tytułową piosenkę. Odniósł sukces w adaptacjach powieści Aleksandra Dumasa w reżyserii Richarda Lestera – Trzej muszkieterowie (The Three Musketeers, 1973), Czterej muszkieterowie (The Four Musketeers, 1974) i Powrót muszkieterów (The Return of the Musketeers, 1989) jako Aramis oraz Hrabia Monte Christo (The Count of Monte Cristo, 1975) jako nieskazitelnie uczciwy i dość naiwny młody marynarz-idealista Edmund Dantes. Zwrócił na siebie uwagę w kinowych produkcjach takich jak Płonący wieżowiec (The Towering Inferno, 1974) Johna Guillermina ze Steve’em McQueenem i Paulem Newmanem, musicalu Pantofelek i róża (The Slipper and the Rose, 1976) w roli księcia Edwarda i Ostatnia fala (The Last Wave, 1977) Petera Weira.
Został laureatem nagrody Złotego Globu za kreację angielskiego żeglarza majora Johna Blackthorne/Anjin-sana w miniserialu NBC Szogun (Shogun, 1980) oraz za rolę księdza Ralpha de Bricassarta w miniserialu ABC Ptaki ciernistych krzewów (The Thorn Birds, 1983).
W swoim dorobku ma także rolę łowcy przygód w filmie Kopalnie króla Salomona (King Solomon’s Mines, 1985) i jego sequelu Allan Quatermain i zaginione miasto złota (Allan Quatermain and the Lost City of Gold, 1987) z Sharon Stone, postać Giacomo Casanovy w komedii telewizyjnej Casanova (1987) z Faye Dunaway i nominowaną do nagrody Emmy kreację tajemniczego Jasona Bourne, który ulega amnezji w telewizyjnej adaptacji powieści szpiegowskiej Roberta Ludluma ABC Tożsamość Bourne’a (The Bourne Identity, 1988) z Jaclyn Smith. Wystąpił potem w roli hawajskiego lekarza Daniela Kulani w serialu CBS Szpital pod palmami (Island Son, 1989–1990) i powrócił jako Ralph de Bricassart w sequelu CBS Ptaki ciernistych krzewów: Stracone lata (The Thorn Birds: The Missing Years, 1996).
Pojawił się również w serialach: NBC Dotyk anioła (Touched by an Angel, 2000), sitcomie ABC Para nie do pary (Will & Grace, 2005), Warner Bros. Bez skazy (Nip/Tuck, 2006) i ABC Gotowe na wszystko (Desperate Housewives, 2007) oraz Bracia i siostry (Brothers & Sisters, 2010).
W 2003 ukazała się jego autobiografia pt. Shattered Love: A Memoir.
Był na okładkach magazynów takich jak „TV Guide”, „Teen Screen”, „People”, „Ekran”, „Film” i „Teen”.

## Życie prywatne
Spotykał się z Sharon Hugueny (1962), Chris Noel (1964–1965) i Joan Marshall (1965–1966). Pomimo wielu ról, w których grał romantycznego heteroseksualistę, w autobiografii, wydanej w 2003, otwarcie przyznał się do swojej orientacji homoseksualnej. W latach siedemdziesiątych poznał swojego życiowego partnera Martina Rabbetta, z którym w latach 1975–2010 był w związku (potwierdzonym w prywatnej ceremonii w gronie znajomych) i zamieszkał na Hawajach. W grudniu 1989, francuski magazyn dla kobiet „Nous Deux” ujawnił jego homoseksualną orientację, co zostało potwierdzone przez aktora dopiero we wspomnianej już autobiografii.
Zajmował się także malarstwem. W obrazach „Age and Wisdom” («Wiek i mądrość»), „Somewhere Within” («Gdzieś wewnątrz nas») można odnaleźć odbicie filozofii ich twórcy. Wiosną 2010 aktor opuścił Hawaje i powrócił do Los Angeles.

### Śmierć
Zmarł 29 marca 2025 w swoim domu w Waimānalo na Hawajach w następstwie powikłań po udarze mózgu na 2 dni przed 91 urodzinami.

## Filmografia
- 1959: Alfred Hitchcock przedstawia (serial TV, 1 odcinek) jako Clay Pine
- 1960: Rescue 8 (serial TV, 1 odcinek)
- 1960: Bourbon Street Beat (serial TV, 1 odcinek) jako Dale Wellington
- 1960: Mr. Lucky (serial TV, 1 odcinek) jako Alec
- 1960: Gunsmoke (serial TV, 1 odcinek) jako Pete
- 1960: Thriller (serial TV, 1 odcinek) jako Larry Carter
- 1960: Riverboat (serial TV, 1 odcinek) jako por. Dave Winslow
- 1960: The Secret of the Purple Reef jako Dean Christophe
- 1961: The Deputy (serial TV, 1 odcinek) jako Jerry Kirk
- 1961: Whispering Smith (serial TV, 1 odcinek) jako Chris Harrington
- 1961: A Thunder of Drums jako por. Porter
- 1961–1966: Doktor Kildare (serial TV, 191 odcinków) jako tytułowy dr James Kildare
- 1963: Odcienie honoru jako David Mitchell
- 1963: The Eleventh Hour (serial TV, 1 odcinek) jako dr James Kildare
- 1965: Radość o poranku jako Carl Brown
- 1967: The Red Skelton Show (serial TV, 1 odcinek) jako Clarence Narrow
- 1968: Portret damy (serial TV, 6 odcinków) jako Ralph Touchett
- 1968: Petulia jako David Danner
- 1968: Hold On: It's the Dave Clark Five (film TV) jako Doktor
- 1969: Wariatka z Chaillot jako Roderick
- 1970: Juliusz Cezar jako Octavius Caesar
- 1970: ITV Saturday Night Theatre (serial TV, 1 odcinek) jako Hamlet
- 1971: Kochankowie muzyki jako Piotr Iljicz Czajkowski
- 1972: The Woman I Love (film TV) jako król Edward VIII
- 1972: Lady Caroline Lamb jako lord Byron
- 1973: Trzej muszkieterowie jako Aramis
- 1974: Bal kapitański (film TV) jako F. Scott Fitzgerald
- 1974: The Little Mermaid (krótkometrażowy) – głos narratora
- 1974: Czterej muszkieterowie jako Aramis
- 1974: The Lady's Not for Burning (film TV) jako Thomas Mendip
- 1974: Płonący wieżowiec jako Roger Simmons
- 1975: Hrabia Monte Christo (film TV) jako Edmond Dantes
- 1975: The Christmas Messenger (krótkometrażowy) jako Christmas Messenger
- 1976: Pantofelek i róża jako książę Edward
- 1977: Człowiek w żelaznej masce jako król Ludwik XIV/Philippe
- 1977: Ostatnia fala jako David Burton
- 1978: Rój jako dr Hubbard
- 1978: Great Performances (serial TV, 1 odcinek) – w kilku rolach, m.in. jako Anton Czechow
- 1978: The Good Doctor (film TV)
- 1978–1979: Centennial (mini-serial TV, 12 odcinków) jako Alexander McKeag
- 1980: Szogun (film TV) jako pilot żaglowca, mjr John Blackthorne
- 1980: Szogun (mini-serial TV) jako pilot żaglowca, mjr John Blackthorne/Anjin-san
- 1982: Morderstwo przez telefon jako Nat Bridger
- 1983: Ptaki ciernistych krzewów (mini-serial TV, 4 odcinki) jako ojciec Ralph de Bricassart
- 1983: Cook & Peary: The Race to the Pole (film TV) jako Frederick Cook
- 1985: Wallenberg (film TV) jako tytułowy Raoul Wallenberg
- 1985: Kopalnie króla Salomona jako Allan Quatermain
- 1985: The Miracle (film TV)
- 1986: Sen o Dzikim Zachodzie (mini-serial TV, 3 odcinki) jako John Charles Fremont
- 1986: Nowa seria Alfred Hitchcock przedstawia (serial TV, 1 odcinek) jako Clay Medwck
- 1986: Allan Quatermain i zaginione miasto złota jako Allan Quatermain
- 1987: Casanova (film TV) jako tytułowy Giacomo Casanova
- 1988: Tożsamość Bourne’a (mini-serial TV, 2 odcinki) jako tytułowy Jason Bourne
- 1989: Powrót muszkieterów jako Aramis
- 1989–1990: Syn wyspy (serial TV, 19 odcinków) jako dr Daniel Kulani
- 1991: Sprawdzian miłości (film TV) jako Ross Colburn
- 1991: Noc myśliwego (film TV) jako Harry Powell
- 1993: Arktyczne piekło (film TV) jako kpt. John Couch
- 1995: Drapieżny ptak jako Jonathan Griffith
- 1996: Ptaki ciernistych krzewów: Stracone lata (film TV) jako ojciec Ralph de Bricassart
- 1997: The Lost Daughter (film TV) jako Andrew McCracken
- 1997: Tyle zim bez ciebie (film TV) jako Dane Corvin
- 1997: River Made to Drown In jako Thaddeus MacKenzie
- 1999: Sekrety milionerki (mini-serial TV) jako Bernard Lafferty
- 2000: Pawilon jako Huddlestone
- 2000: Dotyk anioła (serial TV, 1 odcinek) – w podwójnej roli: Jack Clay, Everett Clay
- 2002: The Drew Carey Show (serial TV, 2 odcinki) jako Maggie Wick
- 2005: Will & Grace (serial TV, 1 odcinek) jako Clyde
- 2006: Przekręt jako James Whittaker Wright III
- 2006: Czarnobrody (mini-serial TV, 3 odcinki) jako gubernator Charles Eden
- 2006: Scoundrels, Scallywags, and Scurvy Knaves (krótkometrażowe video)
- 2006: Bez skazy (serial TV, 1 odcinek) jako Arthur Stiles
- 2007: Państwo młodzi: Chuck i Larry jako radny Banks
- 2007: Strength and Honour jako Denis O’Leary
- 2007: Gotowe na wszystko jako Glen Wingfield
- 2010: Chuck (serial TV, 2 odcinki) jako Adelbert De Smet
- 2010–2011: Bracia i siostry (serial TV, 5 odcinków) jako Jonathan Byrold
- 2010–2012: Uczciwy przekręt (serial TV, 2 odcinki) jako Archie Leach
- 2011: The Perfect Family jako monsignor Murphy
- 2011: Thundercats – Zigg (głos)
- 2011: We Are the Hartmans jako Hartman
- 2015: Liga Sprawiedliwości: Bogowie i potwory (video) – Highfather (głos)
- 2017: The Black Ghiandola (krótkometrażowy) jako przerażający lekarz-onkolog
- 2017: Twin Peaks (serial TV, 1 odcinek) jako Bill Kennedy
- 2018: Nightmare Cinema jako dr Mirari
- 2019: Finding Julia jako Igor
- 2020: Echoes of the Past jako wiekowy komendant Tenner

## Dyskografia

### Albumy
- 1962: Richard Chamberlain Sings
- 1964: Joy in the Morning
- 1989: Greatest Hits[24]

### Single
- 1962: „Theme from Dr. Kildare (Three Stars Will Shine Tonight),” Metro-Goldwyn-Mayer
- 1962: „Love Me Tender,” Metro-Goldwyn-Mayer
- 1963: „All I Have to Do Is Dream/Hi-Lilli, Hi-Lo,” Metro-Goldwyn-Mayer
- 1963: „Blue Guitar,” Metro-Goldwyn-Mayer
- 1963: „Hi-Lili, Hi-Lo”
- 1963: „I Will Love You”
- 1963: „(They Long to Be) Close to You"
- 1963: „True Love”
- 1964: „Joy in the Morning”
- 1964: „Rome Will Never Leave You”
- 1976: „Secret Kingdom” z Pantofelek i róża (The Slipper and the Rose, 1976)
- 1976: „He Danced With Me/She Danced With Me” z Pantofelek i róża (The Slipper and the Rose, 1976)
- 1976: „What a Comforting Thing to Know” z Pantofelek i róża (The Slipper and the Rose, 1976)
- 1976: „Why Can’t I Be Two People?” z Pantofelek i róża (The Slipper and the Rose, 1976)
- 1976: „Bride-Finding Ball” z Pantofelek i róża (The Slipper and the Rose, 1976)
- 1991: „Haleakala: How Maui Snared The Sun” (Tone Poem), muz. Dan Welcher, z Honolulu Symphony (z Haleakala: How Maui Snared The Sun/Clarinet Concerto)

## Nagrody
| Rok  | Nagroda                                             | Kategoria                                                      | Produkcja                        |
| ---- | --------------------------------------------------- | -------------------------------------------------------------- | -------------------------------- |
| 1963 | Złoty Glob                                          | Najlepszy gwiazdor telewizyjny                                 | Doktor Kildare (1962)            |
| 1981 | Złoty Glob                                          | Najlepszy aktor w serialu dramatycznym                         | Szogun (1980)                    |
| 1982 | Kataloński Międzynarodowy Festiwal Filmowy w Sitges | Najlepszy aktor w serialu dramatycznym                         | Ostatnia fala (1977)             |
| 1984 | Złoty Glob                                          | Najlepszy aktor w miniserialu lub filmie telewizyjnym          | Ptaki ciernistych krzewów (1983) |
| 1985 | Nagroda „Bravo”                                     | Złota statuetka Bravo Otto dla najlepszej gwiazdy telewizyjnej | —                                |